# Jesús Massip i Fonollosa
Jesús Massip i Fonollosa (Roquetes, Baix Ebre, 6 de febrer de 1927 - Tortosa, Baix Ebre, 27 de setembre de 2021) fou un arxiver, historiador i poeta català. Doctor en dret, va ser director del Museu-Arxiu de Tortosa des del 6 de juny de 1960 i fins al 1992, i després en continuà essent director honorari; va ser professor i director de l'Escola d'Arts Aplicades i Oficis Artístics de Tortosa (1971-1991), delegat del Patrimoni Historicoartístic de la zona de l'Ebre (1960-1980), i professor d'Història de l'Art i d'Història del Dret de la Delegació de la Universitat a Distància de Tortosa (UNED) (1974-1983). Durant la seva direcció, l'Ajuntament de Tortosa va adquirir un exemplar del Llibre de les costums generals scrites de la insigne ciutat de Tortosa, considerat l'edició prínceps (1539) dels Costums de Tortosa. També hi va incorporar, el 1962, el fons fotogràfic de Ramon Borrell i Codorniu i els arxius de mossèn Eduard Solé Lleixà. Amb Gerard Vergés, va fundar la revista literària Geminis (1952-1962). És, també, autor de diversos treballs de caràcter històric, contes i reculls poètics com Llibre d'hores (1988), Cendra vivent (2002), La terra encesa (2011) i Bíbliques (2017).
La seva recerca ha abastat un ampli ventall de temes de la història medieval basada en la documentació de l'Arxiu Històric tortosí, i ha participat en els congressos d'Història de la Corona d'Aragó de 1962 (Barcelona) fins a 2004 (València), passant per Nàpols, Palerm, Saragossa, Montpeller, Mallorca o l'Alguer, sempre especialment convidat perquè aportava documentació inèdita sobre les ciutats de l'antiga Corona que acollien el congrés, molt ben relacionades amb la Tortosa medieval com atresora l'Arxiu. També en aquest sentit va ser convidat a participar en sengles congressos d'arxivística a Tunis i París.
El tema de la seva tesi doctoral i columna vertebral de la seva recerca històrica ha estat l'estudi del compendi jurídic conegut com a Costums de Tortosa, el primer codi de lleis escrit originàriament en català, que Massip ha demostrat minuciosament que arrencava amb la carta de població de Ramon Berenguer IV (1149) i que va anar creixent en un seguit de costums no escrites al llarg del segle xii i principi del XIII, que comencen a ser posades per escrit sota el regnat de Jaume I, malgrat la reticència dels poders feudals, perquè s'estava configurant una legislació que atorgava als ciutadans un protagonisme inèdit fins aquella data. Un cos legal que va culminar el 1272 amb la redacció del còdex conegut com a Consuetudines, impulsat per la Ciutat, impugnat per la Senyoria (Templers i Montcades), i revisat fins a l'aprovació definitiva en Sentència Arbitral de 1277, mostra primerenca del pactisme català en què el poder feudal ha de cedir davant la puixança dels poders urbans. Així, com deia Vicens Vives, Tortosa contribuirà decisivament a l'aparició del tercer braç, l'estament popular, en la vida pública de Catalunya, en els orígens del parlamentarisme europeu.
Tot plegat queda reflectit en un estudi cabdal, La Gestació de les costums de Tortosa (1984). Després d'una recerca gairebé detectivesca a l'encalç d'un còpia extraviada d'aquest còdex, va culminar amb la descoberta del manuscrit trescentista a la Biblioteca March de Palma, i amb la seva edició facsímil (1999). Tot plegat li va permetre coronar la seva recerca amb l'estudi i edició crítica de Costums de Tortosa per la Fundació Noguera (1996). Uns estudis que no hagués pogut realitzar sense el sanejament, ordenació i catalogació prèvia de l'Arxiu tortosí, primer publicant El Catàleg de l'Arxiu Territorial de Tortosa de 1574, l'únic existent i potser realitzat per Cristòfor Despuig, després confegint l'actual Inventari de l'Arxiu Històric de Tortosa, publicat en dos volums el 1995 (vol. I: pergamins; vol. II: paper).
La tasca de Massip al capdavant de la institució municipal tortosina queda reflectida amb l'edició de dues memòries: Un quart de segle del Museu i Arxiu Municipal de Tortosa (1961-1986) publicat el 1987 i El Museu i Arxiu Municipal de Tortosa (1987-1991) editat el 1993. Però també amb l'assaig El tresor de la catedral de Tortosa i la Guerra civil de 1936 (Publicacions de l'Abadia de Montserrat, 2003), fruit d'una llarga indagació a la recerca de l'extraviada orfebreria medieval tortosina que va dur Massip als dipòsits del Banc d'Espanya de Madrid, fins a resseguir les traces que apuntaven a Mèxic i Nova York, bé que sense resultats.
El 1988 va rebre el Premi Jaume I d'Actuació Cívica de la Fundació Carulla. El 1991 va ser nomenat Acadèmic corresponent per Tortosa de l'Acadèmia de Belles Arts Sant Jordi (Barcelona). El 2014 va obtenir el Premi Joan Martí i Miralles atorgat pel Col·legi d'Advocats de Tortosa.
El 2015 li fou concedida la Creu de Sant Jordi "en reconeixement a [sic] la seva dedicació a la cultura des dels anys més difícils".

## Algunes publicacions
- La Gestació de les costums de Tortosa. Consell Intercomarcal de les Terres de l'Ebre, 1984. ISBN 84-500-9723-1.
- Un quart de segle del Museu i Arxiu Municipal de Tortosa. Ajuntament de Tortosa, 1987. ISBN 84-505-6994-X.
- Inventari de l'Arxiu Històric de Tortosa (vol. I: pergamins; vol. II: paper). Diputació de Tarragona, 1995. ISBN 84-88618-15-8
- El catàleg de l'arxiu territorial de Tortosa de 1574. Edit. CSIC, 1987. ISBN 84-00-06421-6.
- El Museu i Arxiu Municipal de Tortosa (1987-1992). Edit. Ajuntament de Tortosa, 1993. Imp. Cooperativa Gràfica Dertosense. ISBN 84-606-1538-3
- Costums de Tortosa. Fundació Noguera, 1996. ISBN 84-7935-325-2.
- El tresor de la catedral de Tortosa i la guerra civil de 1936. Publicacions de l'Abadia de Montserrat, 2003. ISBN 84-8415-553-6.